# Baldersby
Baldersby är en ort och civil parish i Storbritannien.   Den ligger i grevskapet North Yorkshire och riksdelen England, i den centrala delen av landet, 300 km norr om huvudstaden London. Baldersby ligger 31 meter över havet och antalet invånare är 253.
Terrängen runt Baldersby är platt, och sluttar österut. Runt Baldersby är det ganska tätbefolkat, med 120 invånare per kvadratkilometer. Närmaste större samhälle är Thirsk, 8,1 km öster om Baldersby. Trakten runt Baldersby består till största delen av jordbruksmark.